# إجراء برونيلي
إجراء برونيلي هو إجراء جراحي يمكن استخدامه لتصحيح عدم استقرار المعصم. يمكن أن ينشأ عدم استقرار المعصم عن تمزق الرباط القاربي الهلالي. لا يقوم إجراء برونيلي بتثبيت الرباط الممزق. بل يتم حفر فتحة من خلال العظمة القاربية ويتم وضع جزء من وتر ،مأخوذ من المريض، عبر تلك الفتحة وتوصيله بالعظام المجاورة. يؤدي الإجراء عادة إلى تقليل حركة المعصم. يمكن لعدم استقرار المعصم أن يؤدي مع الوقت إلى فصال عظمي في المعصم.